# Лейк-Алис (Миннесота)
Лейк-Алис (англ. Lake Alice) — тауншип в округе Хаббард, Миннесота, США. На 2000 год его население составило 87 человек.

## География
По данным Бюро переписи населения США площадь тауншипа составляет 89,9 км², из которых 87,8 км² занимает суша, а 2,1 км² — вода (2,39 %).

## Демография
По данным переписи населения 2000 года здесь находились 87 человек, 39 домохозяйств и 28 семей. Плотность населения — 1,0 чел./км². На территории тауншипа расположено 83 постройки со средней плотностью 0,9 построек на один квадратный километр. Расовый состав населения: 95,40 % белых, 1,15 % — других рас США и 3,45 % приходится на две или более других рас. Испанцы или латиноамериканцы любой расы составляли 1,15 % от популяции тауншипа.
Из 39 домохозяйств в 20,5 % воспитывались дети до 18 лет, в 59,0 % проживали супружеские пары, в 7,7 % проживали незамужние женщины и в 28,2 % домохозяйств проживали несемейные люди. 25,6 % домохозяйств состояли из одного человека, при том 12,8 % из — одиноких пожилых людей старше 65 лет. Средний размер домохозяйства — 2,23, а семьи — 2,68 человека.
16,1 % населения — младше 18 лет, 4,6 % — в возрасте от 18 до 24 лет, 29,9 % — от 25 до 44, 29,9 % — от 45 до 64, и 19,5 % — старше 65 лет. Средний возраст — 45 лет. На каждые 100 женщин приходилось 81,3 мужчин. На каждые 100 женщин старше 18 приходилось 97,3 мужчин.
Средний годовой доход домохозяйства составлял 25 625 долларов, а средний годовой доход семьи — 33 750 долларов. Средний доход мужчин — 19 375 долларов, в то время как у женщин — 42 917. Доход на душу населения составил 13 736 долларов. За чертой бедности находились 15,4 % семей и 16,3 % всего населения тауншипа, из которых 25,0 % младше 18 и 25,0 % старше 65 лет.